# Форт Ли (Њу Џерзи)
Форт Ли (енгл. Fort Lee) град је у америчкој савезној држави Њу Џерзи.

## Демографија
По попису из 2010. године број становника је 35.345, што је 116 (-0,3%) становника мање него 2000. године.
| Група             | 2000.          | 2010.          |
| Белци             | 20.350 (57,4%) | 16.514 (46,7%) |
| Афроамериканци    | 615 (1,7%)     | 973 (2,8%)     |
| Азијати           | 11.146 (31,4%) | 13.587 (38,4%) |
| Хиспаноамериканци | 2.791 (7,9%)   | 3.877 (11,0%)  |
| Укупно            | 35.461         | 35.345         |